# Gran Premio de Francia de Motociclismo de 1969
El Gran Premio de Francia de Motociclismo de 1969 fue la tercera prueba de la temporada 1969 del Campeonato Mundial de Motociclismo. El Gran Premio se disputó el 18 de mayo de 1969 en el Circuito Bugatti de Le Mans.

## Resultados 500cc
En la categoría reina, Kel Carruthers con su Aermacchi Ala d'Oro 382 se le permitió liderar una vuelta. Luego comenzó a llover intensamente y Giacomo Agostini asumió el liderazgo para que todos sus rivales quedaran doblados. En la cuarta vuelta, Carruthers, Angelo Bergamonti ( Paton) y Percy Tait (Triumph) lucharon por el segundo lugar. Tait se cayó debido a una válvula de gas de sujeción y problemas con el freno de disco en su rueda trasera y instantes después Bergamonti siguió ese mismo camino. Eso abrió oportunidades a Karl Auer, que ocupó el segundo lugar con la Matchless G50 y detrás de él había un grupo con Godfrey Nash (Norton Manx), Theo Louwes (Norton Manx) y Billie Nelson con un Paton de dos cilindros. Nelson logró hacerse con el segundo lugar de Auer cuando la pista se secó y pudo hacer un mejor uso de la potencia de los dos cilindros. Louwes acabó cuarto.
| Pos.     | Piloto              | Moto      | Tiempo       | Pts. |
| -------- | ------------------- | --------- | ------------ | ---- |
| 1        | Giacomo Agostini    | MV Agusta | 1h 16' 53" 2 | 15   |
| 2        | Billie Nelson       | Paton     | +1 Vuelta    | 12   |
| 3        | Karl Auer           | Matchless | +1 Vuelta    | 10   |
| 4        | Theo Louwes         | Norton    | +1 Vuelta    | 8    |
| 5        | Godfrey Nash        | Norton    | +1 Vuelta    | 6    |
| 6        | Gyula Marsovszky    | LinTo     | +2 Vueltas   | 5    |
| 7        | André-Luc Appietto  | Paton     | +2 Vueltas   | 4    |
| 8        | Steve Ellis         | LinTo     | +2 Vueltas   | 3    |
| 9        | Dan Shorey          | Seeley    | +3 Vueltas   | 2    |
| 10       | Walter Scheimann    | Norton    | +3 Vueltas   | 1    |
| 11       | Jean-Claude Costeux | Aermacchi | +3 Vueltas   |      |
| 12       | Patrick Lefevre     | Norton    | +5 Vueltas   |      |
| 13       | Jean-Pierre Naudon  | Matchless | +7 Vueltas   |      |
| 14       | Thierry Tchernine   | Velocette | +7 Vueltas   |      |
| Ret      | Bosse Granath       | Seeley    | Ret          |      |
| Ret      | Jack Findlay        | LinTo     | Ret          |      |
| Ret      | Angelo Bergamonti   | Paton     | Ret          |      |
| Ret      | Keith Turner        | LinTo     | Ret          |      |
| Ret      | Percy Tait          | Triumph   | Ret          |      |
| Ret      | Robin Fitton        | Norton    | Ret          |      |
| Ret      | Kel Carruthers      | Aermacchi | Ret          |      |
| Ret      | Alberto Pagani      | LinTo     | Ret          |      |
| Sources: |                     |           |              |      |

## Resultados 250cc
En 250cc, el español Santiago Herrero tomó la delantera en la tercera vuelta y ya no se rindió. La batalla por el segundo lugar estuvo entre Heinz Rosner (MZ), Rodney Gould ( Yamaha) y Walter Villa, quien reemplazó a Renzo Pasolini en Benelli, que se estaba recuperando de una fractura de clavícula. Villa se retiró con una caja de cambios defectuosa, y finalmente Gould también tuvo problemas de marcha. Perdió terreno pero logró mantenerse por delante de Rosner con gran habilidad. Tres vueltas antes del final, Rosner quemó un pistón y se retiró. La lucha por el tercer lugar fue ganada finalmente por Kent Andersson.

| Pos. | Piloto              | Moto            | Tiempo     | Pts. |
| ---- | ------------------- | --------------- | ---------- | ---- |
| 1    | Santiago Herrero    | OSSA            | 1h 00' 36" | 15   |
| 2    | Rodney Gould        | Yamaha          | +42" 4     | 12   |
| 3    | Kent Andersson      | Yamaha          | +1' 21" 3  | 10   |
| 4    | László Szabó        | MZ              | +1' 22" 5  | 8    |
| 5    | Angelo Bergamonti   | Aermacchi       | +1' 26" 3  | 6    |
| 6    | Frank Perris        | Suzuki          | +1' 28" 4  | 5    |
| 7    | Eugenio Lazzarini   | Benelli         | +1'43"3    | 4    |
| 8    | Jean Auréal         | Yamaha          | +1'58"2    | 3    |
| 9    | Christian Ravel     | Yamaha          | +1'58"2    | 2    |
| 10   | Börje Jansson       | Kawasaki-Yamaha | +1 Vuelta  | 1    |
| 11   | Jack Findlay        | Yamaha          | +1 Vuelta  |      |
| 12   | Ginger Molloy       | Bultaco         | +1 Vuelta  |      |
| 13   | Lothar John         | Yamaha          | +2 Vueltas |      |
| 14   | Keith Turner        | Aermacchi       | +2 Vueltas |      |
| 15   | Pierre Blosser      | Kawasaki        | +3 Vueltas |      |
| 16   | Jean-Louis Pasquier | Bultaco         | +3 Vueltas |      |
| 17   | Martti Pesonen      | Yamaha          | +3 Vueltas |      |
| 18   | Jean-Pierre Naudon  | Bultaco         | +4 Vueltas |      |
| 19   | S.A Daoui           | Yamaha          | +4 Vueltas |      |
| Ret  | Walter Villa        | Villa           | Ret        |      |
| Ret  | Heinz Rosner        | MZ              | Ret        |      |
| Ret  | Dave Simmonds       | MZ              | Ret        |      |
| Ret  | Jerry Lancaster     | Yamaha          | Ret        |      |

## Resultados 125cc
En el octavo de litro, muchos pilotos abandonaron, especialmente los más rápidos. Dieter Braun y Cees van Dongen tomaron la delantera después del comienzo. Dave Simmonds comenzó muy mal con su antigua Kawasaki. Van Dongen comenzó a alejarse y Simmonds pasó a Braun en la sexta vuelta pero al final se tuvo que retirar por problemas mecánicos. Posteriormente, Van Dongen también se retiró en la 12.ª vuelta y Simmonds se puso en cabeza. Su máquina comenzó a funcionar con un cilindro y tuvo que entrar en el box para cambiar bujías. Bo Granath se benefició al tener el prototipo Yamaha YZ 623 de dos cilindros. Detrás de él rodó Heinz Rosner (MZ), Jean Auréal (prototipo de Yamaha) y Börje Jansson (Maico). Jansson cayó en la vuelta 20 y Rosner y Granath se tuvieron que retirar. De esa manera, Auréal se quedó solo con más de un minuto de ventaja sobre Dave Simmonds. Ginger Molloy (Bultaco) terminó tercero. Auréal fue el primer ganador francés del GP de Francia desde Pierre Monneret en 1954.

| Pos. | Piloto                | Moto      | Tiempo     | Pts. |
| ---- | --------------------- | --------- | ---------- | ---- |
| 1    | Jean Auréal           | Yamaha    | 56' 06" 2  | 15   |
| 2    | Dave Simmonds         | Kawasaki  | +1' 00" 6  | 12   |
| 3    | Ginger Molloy         | Bultaco   | +1' 30" 9  | 10   |
| 4    | Jacques Roca          | Derbi     | +1' 41" 9  | 8    |
| 5    | Jean-François Chaffin | Villa     | +1' 45" 7  | 6    |
| 6    | Pierre Viura          | Maico     | +1' 46" 1  | 5    |
| 7    | Daniel Crivello       | Maico     | +1 Vuelta  | 4    |
| 8    | Tommy Robb            | Bultaco   | +1 Vuelta  | 3    |
| 9    | Jean Campiche         | Honda     | +1 Vuelta  | 2    |
| 10   | Jim Curry             | Honda     | +1 Vuelta  | 1    |
| 11   | Walter Scheimann      | Villa     | +1 Vuelta  |      |
| 12   | Kel Carruthers        | Aermacchi | +1 Vuelta  |      |
| 13   | Pierre Audry          | Aermacchi | +1 Vuelta  |      |
| 14   | Thierry Tchernine     | Maico     | +1 Vuelta  |      |
| 15   | Bernard Hausel        | Yamaha    | +5 Vueltas |      |
| Ret  | Ángel Nieto           | Derbi     | Ret        |      |
| Ret  | Barry Smith           | Derbi     | Ret        |      |
| Ret  | Bosse Granath         | MZ        | Ret        |      |
| Ret  | Börje Jansson         | Maico     | Ret        |      |
| Ret  | Francesco Villa       | Villa     | Ret        |      |
| Ret  | László Szabó          | MZ        | Ret        |      |
| Ret  | Kent Andersson        | Maico     | Ret        |      |
| Ret  | Lothar John           | Yamaha    | Ret        |      |
| Ret  | Dieter Braun          | Suzuki    | Ret        |      |
| Ret  | Cees van Dongen       | Suzuki    | Ret        |      |
| Ret  | Heinz Rosner          | MZ        | Ret        |      |
| Ret  | Jean-Louis Pasquier   | Bultaco   | Ret        |      |

## Resultados 50cc
En la cilindrada más pequeña, Aalt Toersen tomó 300 metros por delante de Ángel Nieto, que ya no pudo alcanzarlo, consiguiendo así su tercera victorias consecutiva. Jan de Vries luchó por el tercer lugar con Barry Smith, pero se retiró a causa de un pistón roto. Smith tenía casi asegurado el tercer lugar, hasta que su motor comenzó a fallar y Gilberto Parlotti (Tomos) lo adelantó. Por él también tuvo que disminuir por la escasez de gasolina, por lo que Paul Lodewijkx se convirtió en tercero.

| Pos. | Piloto               | Moto     | Tiempo     | Pts. |
| ---- | -------------------- | -------- | ---------- | ---- |
| 1    | Aalt Toersen         | Kreidler | 35' 37" 4  | 15   |
| 2    | Ángel Nieto          | Derbi    | +20" 5     | 12   |
| 3    | Paul Lodewijkx       | Jamathi  | +1' 45" 6  | 10   |
| 4    | Gilberto Parlotti    | Tomos    | +1' 49" 6  | 8    |
| 5    | Rudolf Kunz          | Kreidler | +2'        | 6    |
| 6    | Barry Smith          | Derbi    | +2' 02"    | 5    |
| 7    | Jacques Roca         | Derbi    | +2' 08" 5  | 4    |
| 8    | Ludwig Fassbender    | Kreidler | +1 Vuelta  | 3    |
| 9    | Janko-Florijan Štefe | Tomos    | +1 Vuelta  | 2    |
| 10   | Charly Dubois        | Kreidler | +1 Vuelta  | 1    |
| 11   | Cees van Dongen      | Kreidler | +1 Vuelta  |      |
| 12   | Rolf Schmalzle       | Kreidler | +1 Vuelta  |      |
| 13   | Jean-Louis Pasquier  | Rabassa  | +2 Vueltas |      |
| 14   | Daniel Crivello      | Derbi    | +2 Vueltas |      |
| 15   | André Millard        | Kreidler | +2 Vueltas |      |
| 16   | Yves Le Toumelin     | Derbi    | +2 Vueltas |      |
| 17   | Jacques Deneux       | Kedesuho | +2 Vueltas |      |
| 18   | Jean Campiche        | Honda    | +2 Vueltas |      |
| 19   | Pierre Viura         | Nougier  | +2 Vueltas |      |
| 20   | Jean-Bernard Foures  | Derbi    | +2 Vueltas |      |
| Ret  | Santiago Herrero     | OSSA     | Ret        |      |
| Ret  | Jan de Vries         | Kreidler | Ret        |      |